# Aimables Vautours
Aimables Vautours (titre original : The Gentle Vultures) est une nouvelle humoristique de science-fiction d’Isaac Asimov.

## Parutions

### Parutions aux États-Unis
La nouvelle est parue initialement aux États-Unis dans Super Science Fiction, décembre 1957.

### Parutions en France
La nouvelle a été publiée en France en 1974 dans l'anthologie Histoires d'extraterrestres (rééditions en 1976, 1978, 1984, 1986 et 1997) et traduite en français par Marcel Battin.
Elle a ensuite été publiée dans le recueil L'avenir commence demain (1978).

### Parutions dans d'autres pays
La nouvelle a été publiée :
- en langue néerlandaise, en 1960, sous le titre Welwillende Aasgieren[4] ;
- en langue italienne, en 1964, sous le titre Gli avvoltoi sensibili[5] ;
- en langue allemande, en 1966, sous le titre Die rücksichtsvollen Geier[6] ;
- en langue japonaise, en 1978, sous le titre やさしいハゲタカ[7] ;
- en langue portugaise, en 1990, sous le titre Os Abutres Meigos[8] ;
- en langue espagnole, en 2009, sous le titre Los buitres bondadosos[9].

## Résumé
Des extraterrestres doux et pacifiques ont établi une base militaire d'observation sur le face cachée de la Lune. Ils attendent que les Humains se lancent dans une guerre nucléaire généralisée, ce qui permettrait ensuite à ces extraterrestres d'intervenir après les combats pour s'emparer facilement de la planète et exiger un tribut en minéraux. Le problème, pour eux, est que cette guerre nucléaire généralisée ne se produit pas… Quelle en est la raison ? 
L'archi-administrateur chargé de ce secteur de la galaxie arrive sur la base et demande des explications. Le commandant de la base lui fait part de l'équilibre de la terreur issu de la Guerre froide entre le bloc Occidental et le bloc Soviétique. On décide alors de kidnapper un Humain représentatif qui va peut-être leur donner les clefs d'explication. Un Humain est donc enlevé, et parvient à faire douter les extraterrestres du bien fondé de leur action, après les avoir traités de « vautours ». 
À la fin du récit, les extraterrestres démantèlent la base lunaire tout en se demandant ce qu'il va se produire si aucune guerre nucléaire n'éclate et si ces « Grands singes » agressifs et amoraux se mettent à découvrir les voyages stellaires…